# لوئیجی مایفردی
لوئیجی مایفردی (انگلیسی: Luigi Maifredi؛ زادهٔ ۲۰ آوریل ۱۹۴۷) بازیکن فوتبال اهل ایتالیا است.
از باشگاه‌هایی که در آن بازی کرده‌است می‌توان به باشگاه فوتبال برشا اشاره کرد.